# Timante

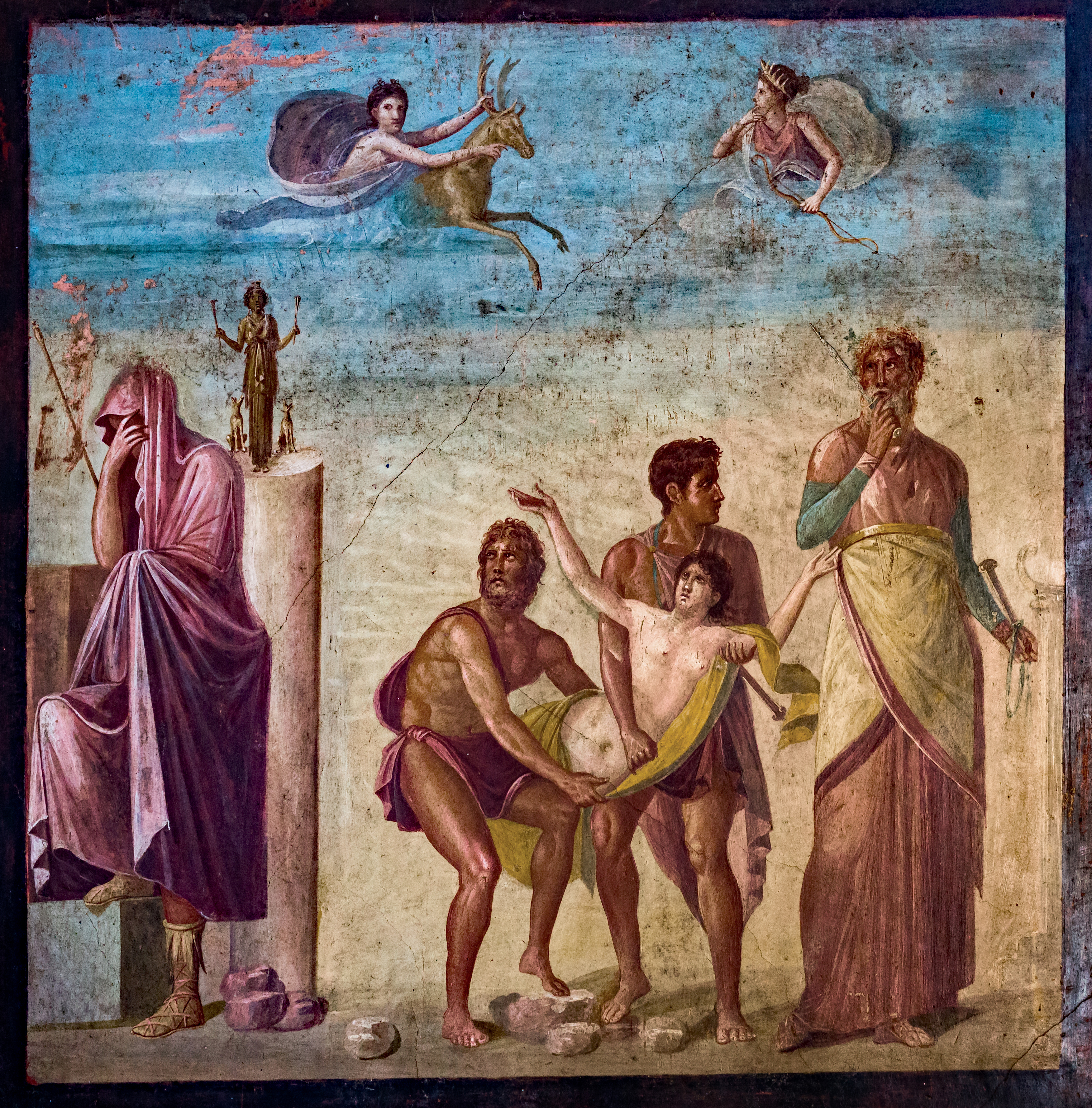
Sacrificio de Ifigenia. Fresco antiguo de Pompeya

Timante de Citnos (en griego: Τιμάνϑης) fue un pintor griego antiguo del siglo IV a. C. La más célebre de sus obras fue un cuadro que representa el sacrificio de Ifigenia, en el que plasmó con delicadeza las emociones de los que participaban en el sacrificio; sin embargo, desesperado de rendir el dolor de Agamenón, le representó con un velo sobre su rostro.
Un fresco descubierto en Pompeya, y ahora en el Museo de Nápoles, ha sido considerado como una copia o eco de esta pintura (Wolfgang Helbig, Wandgemälde Campaniens, n.º 1304).